# گارنیک شاخکیان

گارنیک سمباتی شاخکیان (ارمنی: Գառնիկ Սմբատի Շախկյան؛  زادهٔ ۲۲ آوریل ۱۹۳۷ - درگذشته ۲۹ نوامبر ۲۰۱۸) یک معمار و استاد اهل ارمنستان بود.

## زندگی‌نامه
در ۲۲ آوریل ۱۹۳۷ در شنوغ به دنیا آمد و از دانشگاه ملی پلی‌تکنیک ارمنستان، انستیتو معماری و انستیتو هنری فارغ‌التحصیل شد. وی عضو اتحادیه معماران ارمنستان و اتحادیه نویسندگان ارمنستان بود. وی همچنین برنده دانشمند شایسته جمهوری ارمنستان (۲۰۱۲) شده است. وی در ۲۹ نوامبر ۲۰۱۸ در سن ۸۱ سالگی درگذشت.